# خان جهان علي
خان جهان علي بن أكبر خان ( (بالأوزبكية: Jahonali Khon)‏‎  ) ( (بالبنغالية: খান জাহন আলি)‏ ) ولد 1369م /770هـ، والمعروف أيضًا باسم أولوغ خان وخان الأعظم، أحد القديسين الصوفيين المسلمين وفاتح منطقة خولنا ( الآن الجانب الغربي الجنوبي من بنغلاديش) وحاكمها وناشر الإسلام فيها. يشير اللقب الرسمي خان الأعظم إلى أنه كان ضابطًا لسلطان البنغال ناصر الدين محمود شاه الأول (1437- 1459). كلمة أولوغ قبل اسمه تتحدث عن أصله الأوزبكي . ويعتقد أنه بنى مسجد شيت غمبوج العظيم.
يبدو أن خان جهان كان من النبلاء تحت حكم ال تغلق، وقد وصل إلى البنغال بعد نهب دلهي (1398) من قبل تيمورلنك. اكتسب مساحة الغابات من سونداربانس asjagir (إقطاعية) من سلطان دلهي وفي وقت لاحق من سلطان البنغال. قام بتطهير الغابات الكثيفة في منطقة سونداربان لإقامة مستوطنات بشرية.
وحكم منطقة تسمى خليفة آباد تمتد حتى نالدي إلى الشمال من ناريل. 

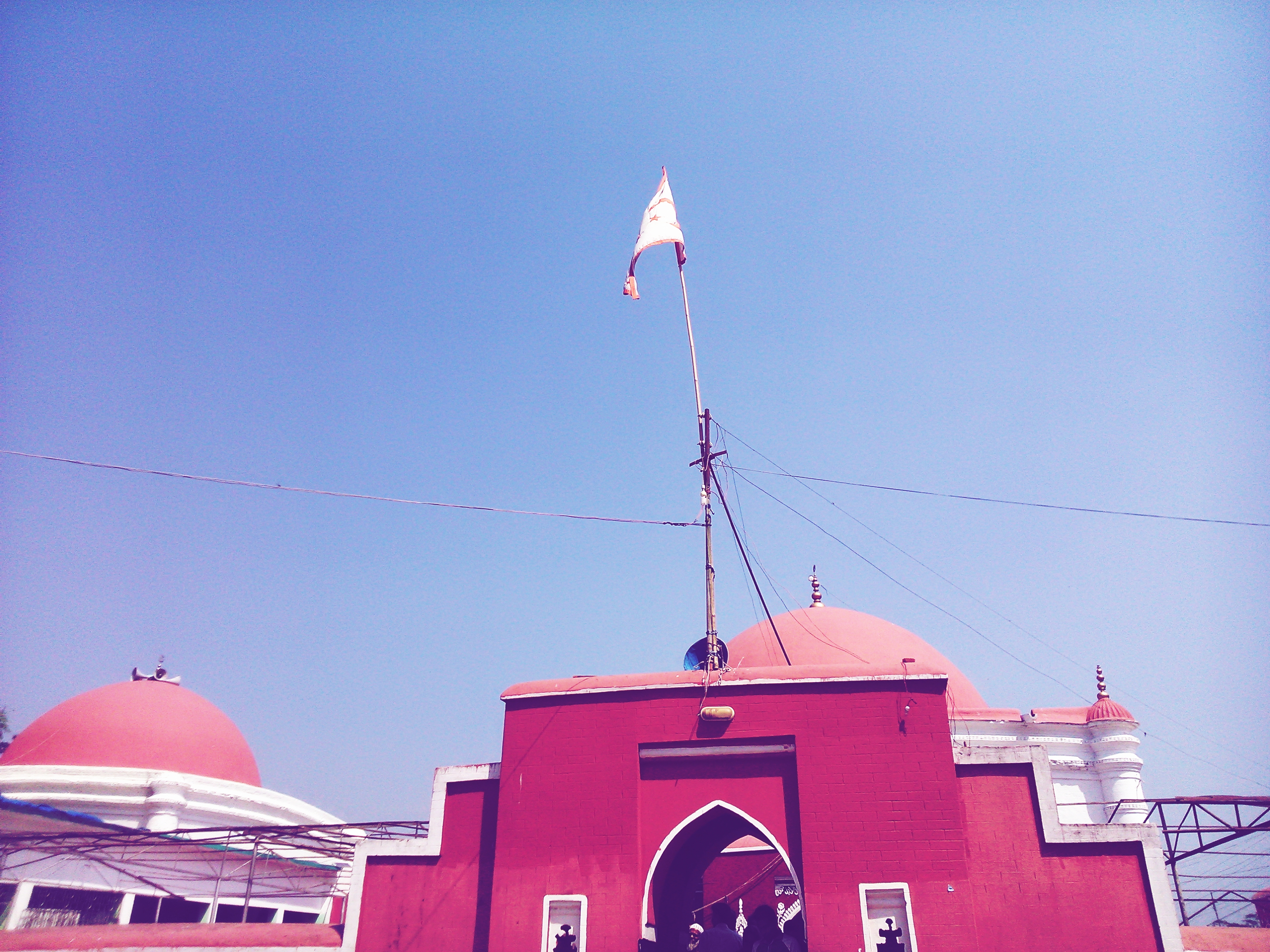
قبر خان جهان علي

## ميراث
أسس بعض البلدات، وبنى المساجد والمدارس والساريس والطرق والطرق السريعة والجسور، وحفر عددًا كبيرًا من الدغيس في منطقتي جيسور وخولنا الكبرى، التي تضم مدينة جامع باغيرهات. إلى جانب مدينته المحصنة في خليفة آباد (باغيرهات الحديثة)، بنى ثلاث بلدات، مثل مارولي قصبة وبيغرام قصبة وبارا بازار. ويقال إنه قام ببناء طريق سريع من باغيرهات إلى شيتاغونغ، 20 ميل (32 كـم) طريق طويل من سامانتاسينا إلى بادخالي، وطريق يمتد من شوفابارا إلى دولاتبور في خولنا. ومن أبرز معالمه المعمارية مسجد شاتجومباج أو مسجد الستين قبة في باغرهات ومسجد المسجد ومسجد ذو قبة واحدة ملحقة بقبره. ومن بين العدد الكبير من الدغي والبرك التي حفرها، أبرزها الخنجالي دجي (1450) بالقرب من قبره وغوراديجي، بقياس 750 by 1,500 قدم (230 by 460 م) إلى الغرب من مسجد شاتجومباج. قدم خان جهان نمطًا معماريًا جديدًا في مبانيه، والذي سمي باسمه. يُظهر أسلوب خان جهان في مجموعة من المباني في المناطق الكبرى في خولنا وجيسور وباريسال.
توفي خان جهان في 25 أكتوبر 1459 (27 ذو الحجة 863 هـ).
هناك مطار مقترح في مونغلا، باغيرات سيتم تسميته باسمه.

## روابط خارجية
- خان جهان في البنغالية